# USS Corry (DD-817)
USS Corry (DD-817/DDR-817) là một tàu khu trục lớp Gearing được Hải quân Hoa Kỳ chế tạo vào giai đoạn cuối Chiến tranh Thế giới thứ hai. Nó là chiếc tàu chiến thứ ba của Hải quân Mỹ được đặt theo tên Thiếu tá Hải quân William M. Corry, Jr. (1889–1920), một phi công hải quân đã tử thương trong một tai nạn rơi máy bay và được truy tặng Huân chương Danh dự. Hoàn tất khi chiến tranh đã kết thúc, con tàu tiếp tục phục vụ trong giai đoạn Chiến tranh Lạnh và Chiến tranh Việt Nam cho đến khi ngừng hoạt động năm 1981. Nó được chuyển cho Hy Lạp và tiếp tục phục vụ cùng Hải quân Hy Lạp như là chiếc Kriezis (D217) cho đến năm 1994 rồi bị tháo dỡ năm 2002.

## Thiết kế và chế tạo
Corry được đặt lườn tại xưởng tàu của hãng Consolidated Steel Corp. of Texas ở Orange, Texas vào ngày 5 tháng 4 năm 1945. Nó được hạ thủy vào ngày 28 tháng 7 năm 1945; được đỡ đầu bởi cô Corry, và nhập biên chế vào ngày 27 tháng 2 năm 1946 dưới quyền chỉ huy của Hạm trưởng, Trung tá Hải quân M. S. Shellabarger.

## Lịch sử hoạt động

### 1946 – 1964
Trình diện để phục vụ cùng Hạm đội Đại Tây Dương, Corry khởi hành từ Galveston, Texas vào ngày 28 tháng 3 năm 1946 cho chuyến đi chạy thử máy tại vùng biển Caribe, rồi đi đến Norfolk, Virginia vào ngày 10 tháng 7. Nó thực hiện một lượt phục vụ tại vùng biển Châu Âu và Địa Trung Hải từ ngày 23 tháng 7 năm 1946 đến ngày 19 tháng 3 năm 1947, và sau đó là những chuyến đi huấn luyện cho nhân sự thuộc Hải quân Dự bị Hoa Kỳ, trước khi đi đến Pensacola, Florida để phục vụ canh phòng máy bay cho những tàu sân bay hoạt động ngoài khơi Florida từ ngày 22 tháng 9 năm 1947 đến ngày 28 tháng 4 năm 1950.
Corry gia nhập Hải đội Khu trục 8 tại Norfolk vào ngày 22 tháng 5 để thực tập chống tàu ngầm, bao gồm một chuyến đi đến Quebec, Canada trong tháng 7. Từ ngày 2 tháng 9 đến ngày 12 tháng 11, nó phục vụ cùng Đệ Lục hạm đội tại Địa Trung Hải; và sau đó là một chuyến đi thực tập cho học viên sĩ quan đến vùng biển Bắc Âu, viếng thăm Göteborg, Thụy Điển và Cherbourg, Pháp, từ ngày 1 tháng 6 đến ngày 27 tháng 7 năm 1951. Lượt hoạt động tiếp theo tại Địa Trung Hải cùng Đệ Lục hạm đội được thực hiện từ ngày 22 tháng 4 đến ngày 23 tháng 10 năm 1952. Sau đó chiếc tàu khu trục hoạt động tại chỗ cho đến ngày 1 tháng 4 năm 1953, khi nó xuất biên chế và đi vào xưởng tàu để được cải biến thành một tàu khu trục cột mốc radar. Nó được xếp lại lớp với ký hiệu lườn mới DDR-817 vào ngày 9 tháng 4 năm 1953.
Nhập biên chế trở lại vào ngày 9 tháng 1 năm 1954, Corry thực hiện một chuyến đi thực tập cho nhân sự thuộc Hải quân Dự bị Hoa Kỳ đến New Orleans, Louisiana, và băng qua kênh đào Panama để hoạt động tại Balboa, Panama vào mùa Hè năm 1954. Từ tháng 9 năm 1954 đến năm 1960, nó luân phiên bốn lượt phục vụ cùng Đệ Lục hạm đội tại Địa Trung Hải với các hoạt động thường lệ dọc theo vùng bờ Đông và vùng biển Caribe. Trong vụ Khủng hoảng tên lửa Cuba vào tháng 10, 1962, nó đã tham gia lực lượng hải quân phong tỏa Cuba nhằm ngăn chặn Liên Xô vận chuyển tên lửa đạn đạo mang đầu đạt hạt nhân đến hòn đảo Trung Mỹ này. Con tàu quay trở lại ký hiệu lườn cũ DD-817 vào ngày 1 tháng 1, 1964.

### 1964 - 1981

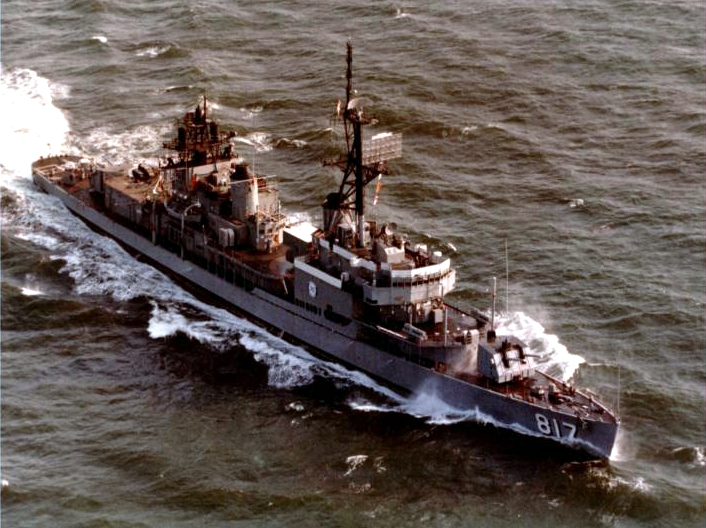
Corry trên đường đi vào thập niên 1970.

Corry còn thực hiện thêm hai lượt phục vụ trong thành phần Đệ Lục hạm đội tại Địa Trung Hải, từ tháng 6 đến tháng 10, 1965 và từ tháng 7 đến tháng 12, 1966. Sau đó nó được phái sang khu vực Tây Thái Bình Dương để hỗ trợ các hoạt động trong cuộc Chiến tranh Việt Nam từ tháng 9, 1968 đến tháng 4, 1969; trong lượt hoạt động này nó đã di chuyển khứ hồi từ Norfolk, Virginia một quảng đường 49.125 nmi (90.980 km) và tiêu phí hết 6.607 quả đạn pháo 5 inch/38 caliber.
Từ tháng 3 đến tháng 9, 1970, Corry được phái sang hoạt động cùng Đệ Lục hạm đội tại Địa Trung Hải; và sang năm 1972, nó lại được cử sang Việt Nam và hoạt động tại vùng chiến sự từ tháng 6 đến tháng 8. Sau đó con tàu hoạt động tại vùng biển Bắc Đại Tây Dương, và tham gia cuộc tập trận của Khối NATO trong tháng 9 và tháng 10, 1972. Nó được cử sang vùng chiến sự tại Việt Nam lần sau cùng từ tháng 12, 1972 đến tháng 6, 1973.
Corry được cho xuất biên chế vào ngày 27 tháng 2, 1981 và rút tên khỏi danh sách Đăng bạ Hải quân cùng ngày hôm đó.

### Kriezis(D217)
Chiếc tàu khu trục được chuyển cho Hy Lạp vào ngày 8 tháng 7, 1981, và tiếp tục phục vụ cùng Hải quân Hy Lạp như là chiếc Kriezis (D217). Nó được cho xuất biên chế năm 1994, và đến ngày 8 tháng 4, 2002, nó được kéo từ vịnh Souda, Crete đến Thổ Nhĩ Kỳ để được tháo dỡ.